# Idaea nitidularia
Idaea nitidularia là một loài bướm đêm trong họ Geometridae.